# Demetrius and the Gladiators
Demetrius and the Gladiators é um filme de 1954, do gênero drama de ação, dirigido por Delmer Daves para a 20th Century Fox e estrelado por Victor Mature e Susan Hayward.
Trata-se de uma continuação do filme The Robe.

## Sinopse
Em Roma, pouco tempo depois da morte de Jesus, jovem gladiador se envolve numa intriga palaciana para obter o manto que pertencera ao nazareno. Enquanto isso, um cristão (Victor Mature) cai em tentação e se deixa seduzir por Messalina.

## Elenco
| Ator             | Papel         |
| ---------------- | ------------- |
| Victor Mature    | Demetrius     |
| Jay Robinson     | Calígula      |
| Susan Hayward    | Messalina     |
| Barry Jones      | Claudius      |
| Ernest Borgnine  | Strabo        |
| William Marshall | Glycon        |
| Michael Rennie   | Pedro (Peter) |
| Debra Paget      | Lucia         |

## Recepção
Demetrius and the Gladiators foi um enorme sucesso comercial. Na sua versão inicial, o filme arrecadou 4,25 milhões dólares em sua excursão teatral nos Estados Unidos, contra um orçamento de menos de 2 milhões de dólares. No geral, ele arrecadou 26 milhões de dólares na América do Norte, tornando-se o quarto filme de maior bilheteria de 1954.
Para o crítico brasileiro Moniz Vianna, do Correio da Manhã, esse filme está no mesmo nível de seu antecessor (The Robe), e ambos figuram entre as poucos melodramas bíblicos aceitáveis de Hollywood.